# 情報学部
情報学部（じょうほうがくぶ、英: Faculty of Informatics）は、比較的新しい学問である情報学を教育研究する大学の学部である。日本では1980年（昭和55年）に文教大学が初めて設置した。

## 概要
情報学は、文系と理系の双方にまたがっている。このため、情報学部の類型には、文系的な分野と理系的な分野の双方を総合的に扱っているもの、文系的な分野を主に扱っているもの、理系的な分野を主に扱っていると捉えて教育と研究が行われる場合が多い。なお、文系と理系の双方を総合的に扱う情報学部には、文系学科と理系学科が併設されているものと、単一の学科で総合的な教育と研究を行うものの2つの形態が見られる。
情報に関する学部は、その学際性の性質から名称や定義に内容は類似するが微妙に名称の異なる学部が多いと考えられることもある。学科・課程などを問わずに卒業後に、付記される専攻分野の名称が「情報学」である「学士（情報学）」の学位が授与される学部は、情報学部と同じ内容の教育を行っていると捉えることが可能である。しかし、そうでない場合は、あくまで学則等に掲げられている「学部の目的」および「教育課程」に照らして判断することが求められる。
総合情報学部・情報科学部は、1990年代後半より、ともに情報学部と扱う内容が似ている学部として捉えられてきており、2010年代において6～7学部ずつそれぞれ日本国内に設置されている。このうち総合情報学部は文系と理系の双方を総合的に扱うものが多く、情報科学部は理系を主に扱っているものが多い。
また、2010年代後半からは、人工知能（AI）やデータ分析の需要の高まりを背景に、情報学部や情報科学部、工学部情報工学科といった情報分野を学べる工学系や学際系の学部の人気が高まり、ニーズに合わせた学部新設が多くみられる。（2020年度には福知山公立大学・十文字学園女子大学などが新設を表明）

## 歴史
日本の大学における情報技術の研究･教育は主に既存の工学部・理工学部・理学部での情報関連学科で行われていた。しかし情報社会の到来によって情報に関する技術者の育成や研究の深化が望まれるようになると、工学部や理学部からの枝分かれとして、あるいは新設学部として「情報学部」を設立する動きが出てきた。
情報学部の設置は、1980年（昭和55年）に文教大学が広報学科と経営情報学科を有する学部を新設し、その時に「情報学部」という名称を用いたのが始まりである（文教大学の情報学部は、1986年（昭和61年）に情報システム学科を、2014年（平成26年）に情報社会学科、メディア表現学科を増設している。）。
その後、情報学部の新設を行う大学はしばらくなかったが、情報学部のみの帝京技術科学大学（現在の帝京平成大学）が1987年（昭和62年）に開学するなど、ほかの大学でも少しずつ設置が増えていった（帝京平成大学の情報学部は、2005年（平成17年）に現代ライフ学部に改組された）。
1995年（平成7年）には国立大学である静岡大学に情報学部が設置され話題を集めた。
2000年（平成12年）以後は情報学部やそれに類似する学部の設置が急増している。

## 学部内の組織
情報学部には、おおむね次の学科が設置されている。
情報学科、情報管理学科、情報科学科、経営情報学科、経済情報学科、情報社会学科、広報学科、国際情報学科、健康情報学科、情報工学科、情報ネットワーク工学科、電子情報ネットワーク学科、知能情報学科、コンピュータ科学科、コンピュータシステムテクノロジー学科、ソフトウェアサイエンス学科、情報データ科学科、情報デザイン学科、情報メディア学科、情報システム学科、知的情報システム学科、情報システム工学科、デザイン工学科など

## 情報学部を置く・置いていた大学一覧
※「情報学部」またはそれに類似する学部を置く・置いていた大学の一覧は、次の通りである。

### 国立大学
国立大学においては、静岡大学と名古屋大学が「情報学部」を設置し、筑波大学が「情報学群」（学校教育法が規定する「学部以外の教育研究上の基本となる組織」の1つであり、情報学群は、教育上の組織である）を設置している。
- 静岡大学 （1995年開設）
静岡大学では、情報学部に情報科学科と情報社会学科、行動情報学科が置かれ、文系･理系の双方を総合的に扱っており、学際色が強い。しかし情報科学科の起源が工学部にあることもあってか、文理融合よりも文工融合を掲げられている。
- 筑波大学 （2007年開設、「筑波大学情報学部」ではなく「筑波大学情報学群」）
筑波大学では、「情報学群」の下に情報科学類と情報メディア創成学類、知識情報・図書館学類が設置されている。2007年度の学群学類再編の際に「図書館情報専門学群（図書館情報大学を前身とする）」と「第三学群情報学類」をもとに設置された学群で、「情報」に関する文系・理系双方の領域を扱う。
- 名古屋大学 （2017年開設）
名古屋大学では、情報学部に自然情報学科、人間・社会情報学科、コンピュータ科学科が設置されている。情報学部は第八高等学校 (旧制)、教養部、情報文化学部、工学部電気電子・情報工学科（旧・情報工学科）の流れを汲む学部である。
- 長崎大学（2020年開設）（情報デ―タ科学部）
- 群馬大学（2021年開設）
- 千葉大学（2024年開設）（情報・データサイエンス学部）
- 秋田大学（2025年開設）（情報デ―タ科学部）

### 公立大学
- 高知工科大学 （2009年開設、「情報学群」）
- 長崎県立大学 （2016年開設）
長崎県立大学は、情報システム学部に情報システム学科、情報セキュリティ学科を設置している。情報セキュリティ学科は国内初の専門学科。前身となる国際情報学部（1999年開設）の流れを汲む学部である。2023年4月にIT企業と共同で研究する「情報セキュリティ産学共同研究センター」を開設。
- 兵庫県立大学 （2019年開設）（社会情報科学部）
- 福知山公立大学 （2020年開設）

### 私立大学

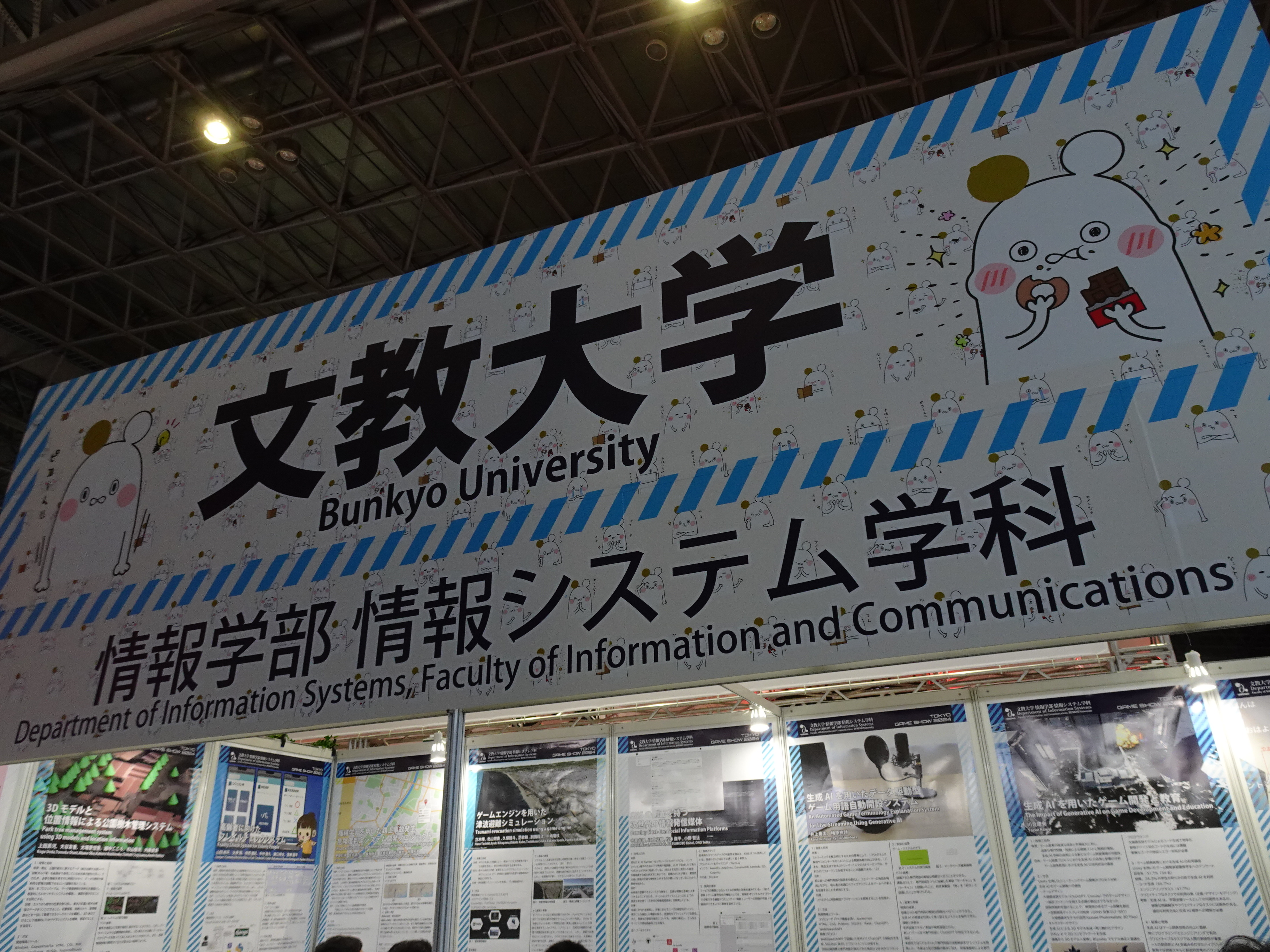
東京ゲームショウ2024で展示された文教大学情報学部情報システム学科のブース
（2024年9月29日撮影）

- 産能大学（現･産業能率大学）（1979年日本初の経営情報学部として開設、2007年に情報マネジメント学部に改称)
- 文教大学 （1980年開設、日本の大学で初めて情報学部を開設した。国内の情報学部としては、老舗にあたる。[1]）
- 帝京平成大学 （1987年開設、2005年に現代ライフ学部に改称、2022年に人文社会学部に改称)
- 東京情報大学（1988年経営情報学部、2001年に総合情報学部に改称）（東京情報大学総合情報学部)
- 慶應義塾大学（1990年開設）（慶應義塾大学環境情報学部）
- 中京大学 （1990年情報科学部として開設2006年情報理工学部に改組改称、2013年に工学部に発展解消する形で廃止)
- 明星大学 （1992年開設）
- 流通科学大学 （1992年開設、2011年に総合政策学部に改称）
- 関西大学 （1994年開設）（関西大学総合情報学部）
- 名城大学 （1995年開設・都市情報学部)
- 流通経済大学（1996年開設・流通情報学部)
- 武蔵工業大学（現･東京都市大学）（1997年環境情報学部として開設、2013年に環境学部とメディア情報学部に改組改称)
- 岡山理科大学 （1997年開設・総合情報学部、2022年に情報理工学部に改組改称)
- 名古屋文理大学（1999年開学）（情報文化学部、2012年に情報メディア学部に改組）
- 大阪学院大学 （2000年開設）
- 千葉商科大学 （2000年開設・政策情報学部）
- 専修大学　（2001年開設ではあるが、その原型は1962年に開設された経営学部経営学科のうちの電子処理コース（1964年開設）にまで遡る。その後、このコースは1972年に経営学部情報管理学科となり、2001年にネットワーク情報学部へと独立することとなる。ネットワーク情報学部）
- 東京電機大学 （2001年開設、情報環境学部。2017年にシステムデザイン工学部に改称）
- 奈良産業大学 （2001年開設、2014年に廃止）
- 東海大学 （2001年開設、電子情報学部2006年情報理工学部に改称2006年第二工学部を情報デザイン学部に改組改称2012年廃止、2008年情報通信学部開設)
- 大同大学 （2002年開設）
- 神奈川工科大学 （2003年開設）（神奈川工科大学情報学部）
- 立命館大学 （2004年開設）（立命館大学情報理工学部）
- 広島国際学院大学 （2004年開設、2020年より募集停止）
- 同志社大学 （2005年開設）（同志社大学文化情報学部）
- 崇城大学 （2005年開設）
- 長崎総合科学大学 （2005年開設、2014年に総合情報学部に改編）（長崎総合科学大学総合情報学部）
- 工学院大学 （2006年開設）
- 広島工業大学 （2006年開設）
- 静岡産業大学 （2006年開設、2019年より募集停止）
- 金沢工業大学 （2008年開設）（金沢工業大学情報フロンティア学部）
- 静岡理工科大学 (2008年開設、総合情報学部として開設、2017年に情報学部に改称）
- 甲南大学 （2008年開設・知能情報学部)
- 東洋大学 （2009年開設・総合情報学部）（東洋大学総合情報学部）（2017年開設・情報連携学部）（東洋大学情報連携学部）
- 愛知淑徳大学（2010年開設）（愛知淑徳大学人間情報学部）
- 名古屋文理大学（2012年開設）（情報メディア学部）
- 金城学院大学（2012年開設、現代文化学部より改組し国際情報学部開設）
- 松山大学（2025年開設）（情報学部情報学科）

## 情報学部を置く・置いていた専門職大学一覧

### 私立専門職大学
- 開志専門職大学（2020年開設）
- 情報経営イノベーション専門職大学（2020年開設）（情報経営イノベーション学部）
- 東京国際工科専門職大学（2020年開設）(工科学部情報工学科)
- 名古屋国際工科専門職大学（2021年開設）(工科学部情報工学科)
- 大阪国際工科専門職大学（2021年開設）(工科学部情報工学科)
- 東京情報デザイン専門職大学（2023年開設）（情報デザイン学部情報デザイン学科）

## 近年、「情報学部」またはそれに類似する学部を新設した大学

### 2017年度〜

#### 2017年度開設
- 東洋大学（情報連携学部）

#### 2019年度開設
- 中央大学（国際情報学部）

#### 2020年度開設
- 長崎大学（情報データ科学部）
- 福知山公立大学(情報学部)
- 十文字学園女子大学（社会情報デザイン学部）

#### 2021年度開設
- 群馬大学（情報学部）[2]

#### 2022年度開設
- 岡山理科大学（情報理工学部情報理工学科）[3]
- 近畿大学（近畿大学情報学部）[4]
- 名城大学（情報工学部情報工学科）[5]

#### 2023年度開設
- 大和大学（情報学部）
- 東北学院大学（情報学部）
- 武庫川女子大学（社会情報学部）
- 神奈川大学（情報学部）[6]
- 湘南工科大学（情報学部）
- 福井工業大学   (経営情報学部)

#### 2024年度開設
- 明治学院大学（情報数理学部）
- ノートルダム清心女子大学（情報デザイン学部）
- 熊本大学（情報基盤融合学環）
- お茶の水女子大学（共創工学部文化情報学科）
- 麗澤大学 (工学部工学科･情報システム工学専攻)
- 椙山女学園大学（情報社会学部情報デザイン学科）
- 千葉大学（情報・データサイエンス学部）

#### 2025年度開設
- 秋田大学（情報データ科学部）
- 松山大学（情報学部情報学科）

#### 開設予定
- 愛媛大学（数理情報学環･仮称）

## 名称に「情報」を有する学部
情報学部に隣接する領域を扱っている学部の一例として、名称に「情報」を有する学部には、次のものがある。
- 情報学部と特に性質の似た学部
  - 情報学群（学部以外の教育研究上の基本となる組織で、教育上の組織）
  - 総合情報学部
  - 情報科学部
- ～ + 情報学部
社会情報学部、政策情報学部、応用情報学部、環境情報学部、福祉情報学部、都市情報学部、経済情報学部、経営情報学部、現代経営情報学部、企業情報学部、産業情報学部、流通情報学部、国際情報学部、国際食料情報学部、文化情報学部、芸術情報学部、数理情報学部、電子情報学部、ソフトウェア情報学部、ネットワーク情報学部、ビジネス情報学部、図書館情報専門学群、福祉情報学部、知能情報学部
- 、情報 + ～学部
情報理工学部、情報工学部、情報通信学部、情報通信工学部、情報システム学部、情報社会科学部、情報社会政策学部、情報文化学部、情報環境学部、情報メディア学部、情報コミュニケーション学部、情報データ科学部、情報デザイン工学部、情報フロンティア学部、情報連携学部
- ～ + 情報 + ～学部
経営情報科学部、システム情報科学部、環境情報ビジネス学部